# Cathy Rattray-Williams
Cathy Rattray-Williams (Jamaica, 19 de agosto de 1963) es una atleta jamaicana retirada especializada en la prueba de 4x400 m, en la que consiguió ser campeona mundial en pista cubierta en 1993.

## Carrera deportiva
En el Campeonato Mundial de Atletismo en Pista Cubierta de 1993 ganó la medalla de oro en los relevos de 4x400 metros, con un tiempo de 3:32.32 segundos, por delante de Estados Unidos (plata).